# 793
سنة 793 كانت سنة بسيطة تبدأ يوم الثلاثاء (سوف يظهر الرابط التقويم الكامل للعام) حسب التقويم اليولياني، تم استخدام الفئة 793 لهذا العام منذ أوائل العصور الوسطى، عندما أصبح عصر التقويم بعد الميلاد هو الأسلوب السائد في أوروبا لتسمية السنوات.

## أحداث
- اغتيال السلطان الإدريسي إدريس بن عبد الله من طرف الخليفة العباسي هارون الرشيد

## مواليد
- 14 أكتوبر - السلطان الإدريسي إدريس الثاني